# Guldsmedsämbetet i Stockholm
Guldsmedsämbetet i Stockholm grundat 1690.

## Historik
Guldsmedsämbetet i Stockholm grundades 30 augusti 1690.

## Ålderman
- 1710–1711: Johan Helleday
- 1711–1722: Rudolf Wittkopf
- 1730–1738: Jacob Brunck
- 1739–1752: Henrik Wittkopf
- 1752–1759: Johan Collin
- 1760–1761: Petter Friedrich Moldenhauer
- 1793–1796: Mikael Nyberg
- 1796–1807: J. Henrik Frodell
- 1830–1832: Nils Hedenskog

## Mästare
- 1592–1607: Antoni de Kock (Cock)
- 1592–1621: Peter Kempe (Kiempe, Kämpe)
- 1595–1624: Matts Eriksson
- 1596–: Henrik Mathies
- 1600-talets början–1624: Christoffer Andersson
- 1604–1611: Erik Tommesson
- 1605–1615: Jacob Clerck (Klerck)
- 1606–1623 (1631): Ruprecht Millers (Miller)
- 1607–1618: Johan Pedersson
- 1607: Matts Persson
- 1609–1626: Hans Olofsson
- 1610-talet–1629: Gillis Gillisson Coyet d. y.
- 1613–1623: Petter (Peder) Arvidsson
- 1615–1620-talet: Petter Lenart (Leonard, Leinharr)
- 1615–1630: Jochim von der Fecht
- 1616: Måns Eriksson (Ersson)
- —1618: Bertil Putlest (Pulletz) d. y.
- —1618: Hans Beijer d. y.
- 1619: Petter (Per) Swensson
- 1619–1639 (1652): Wilken Siedewindt
- 1620-talet–1645: Antoni Groot d. y.
- 1623–1668: Albrekt Lockert (Locker, Locken)
- 1624–1650-talet: Melcher Folger (Volger)
- 1624–1656: Hans Weiler
- 1625–1673: Henrik Grundel
- 1627–1641: Markus Kock
- 1627–1650-talet: Johan (Hans) Reimers
- 1628: Israel Granwald
- 1628–1650-talet: Hans Olofsson George (Jörgen)
- 1630–1660 (1678): David Richter d. ä.
- 1631–1672: Michel Beck (Böcke, Bocck)
- 1632–1666: Bengt Olofsson
- 1635–: Petter Eriksson
- 1636–1665: Alexander Clerck (Klerck)
- 1636–1669: Abraham Kiettner (Kitner, Köstner)
- 1638–: Hans Roth (Rutt)
- 1640–1650-talet: Henrik Wolff (Wulff)
- 1641–1650-talet: Caspar Beck (Boeck)
- 1640-talet: Donat Feiff d. ä.
- 1640-talet–1669: Jürgen Dargeman (Darman)
- 1643–1652: Samuel (Salomon) Bischop
- 1643–1670: Herman Kauffman (Kopman)
- 1643–1701: Johan Schick
- 1644–1652: Christian Rohlfinck
- 1645–1690: Henrik Möller (Müller)
- 1646–1665: Raimund Faltz d. ä.
- 1646–1660-talet: Nicolas Trebin
- 1647–1685: Anders Mattsson
- 1648–1654: Christoffer Baldau (Baldauff)
- 1648–1654: Henrik Bertram
- 1649–1651: Langenberg (änka, juvelerare)
- 1650–1661: Alexander de Boeck (Debock)
- 1651 (1655): Cornelius Gillius
- 1650-talet: Johan Sass (Sasse)
- 1650-talet: Jöran Kreutz
- 1650-talet: Henrik Ortman
- 1650-talet: Johan Thobalt (Toubal)
- 1650–1660-talen: Hans van Dort
- 1654–1660-talet: Lorentz Klinge
- 1654–1668: Lennart Kindesvatter
- 1654–1675: Friedrich Rossow
- 1655–: Simon Lockert
- 1655–1676: Eustachius Ettmüller
- —1663: Rennerfelt
- —1675: Antony Grill d. ä.
- 1655–1698: Michel Pohl d. ä.
- 1655: Dederik Hein
- 1655–1678: Gregorius Schick
- 1656–1673: Georg Christopher Roth (Rott)
- 1656–1684: Hans Ulrich Engelschalck
- 1656–1682: Lorenz Westman
- 1657–1660-talet: Jacob Garnier (Garner)
- 1661–1695: Hans (Johan) Richter
- 1661–1674: Christopher Wolf (Wulff)
- 1660-talet–1703: Antony Grill d. y.
- 1665–1679: Hans Clerck (Klerck)
- 1665–1696: Johan Niklas Höpfner (Hopfner)
- 1665–1700-talets början: Paul Wickman (adlad Stjerndahl)
- 1660-talet–1679: Valentin Toutin d. ä.
- 1666–1687: Henrik Zünnal (Szenal, Senahl)
- 1666–1694 (1709): Henrik Feiff
- 1667–1691: Arvid Falck
- 1668–1700: David Davidsson Richter d. y.
- 1668–1674: Isebrandt Wilhelmsson Compostell
- 1668–1700: Friedrich Richter
- 1668–1674: Christoffer Lindenberg
- —1678: Arvid Davidsson Richter
- 1669–1688 (1689): Hans Bengtsson Selling
- —1676 (1677): Nicolaus Breuman
- 1670–1697: Balthasar Grill
- 1671–1675 (1692): Jochem (Johan) Blom (Bluhm)
- 1671–1710: Otto Petersson
- 1672–1676: Johan Raimundi Faltz
- 1672–1689: Johan Küsel (Kossel)
- 1673–1688 (1727): Jöns Ellerhusen
- 1673–1688: Jöran Eriksson Straus
- 1673–1696: Mattias Lauterbach
- —1688: Hans Georg Warenberger
- 1674–1690: Daniel Regensdorff
- 1674–1690: Andreas von Öijen
- 1675–1688: Erik Månsson Schmidt
- 1675–1685 (1686): Samuel Zorn
- 1675–1710: Veit Engelhart Schröder
- 1676–1690: Niclas Clerck (Klerck)
- 1676–1690-talet: Johan Bengtsson
- 1676–1705: Justinus Johannes v. Yhlen
- 1676–1715: Didrik Hysing
- 1676–1701: Jeronimus (Hieronymus) Wessel
- 1676–1709: Mattias Jahn (Jean, Johansson)
- 1676–1715: Abraham Carré
- 1676–1715: Johan Nützel (Nijssel)
- 1677–1680: Peter Gertzen
- 1677–1687 (1694): Johan Ståhle (Stahl)
- —1703: Ernst Berner
- 1600-talets senare del: Antoni Meybusch
- 1681–1693: Frantz Christoffer Dessler
- —1710: Greger Franck
- 1682–1688: Lorentz Alm
- 1682–1709 (1717): Donat Feiff d. y.
- 1682–1725 (1732): Berendt Henriksson Möller
- 1682–1698: Aron Wall
- 1682–1701: Petter Andersson Berendt
- 1683–1693: Agatius Santz (Zans)
- 1683–1698: Israel Carlstéen
- 1683–1702: Abraham Meijtens
- 1684: David Hansson Richter
- 1684–1703: Jürgen Edhle (Edzle)
- 1684–1710 (1740): Anders Andersson Amour
- 1684–1696: Petter Olofsson
- 1686–1710: Erik Bengtsson Starin
- 1687–1722 (1723): Rudolf Wittkopf
- 1687–1694: Jochim Rossow
- 1688–1696: Herman Swensson Deger
- 1688–1718 (1735): Hans (Johan) Jochim Sauter
- 1688–1707: Jacob Andreas Horleman
- 1688–1714 (1735): Petter Henning (Gläser)
- 1688–1702: Petter Schick
- 1688–1731: Ferdinand Sehl (Zehl) d. ä.
- 1689–1708: Christopher Richter
- 1689–1709: Johan Ulrik Kickow (Kick)
- 1689–1722: Nicolaus v. Bleichert (ej inom ämbetet)
- 1690: Bengt Richter
- 1690–1701: Carl Bengtsson
- 1690–1708: Johan Henriksson Möller
- 1691–1709: Erik Bengtsson Starin
- 1691–1722 (1723): Rudolf Wittkopf
- 1691–1694: Jochim Rossow
- 1691–1696: Herman Swensson Deger
- 1691–1718 (1735): Hans Jochim Sauter
- 1691–1707: Jacob Andreas Horleman
- 1691–1714 (1735): Petter Henning (Gläser)
- 1691–1702: Petter Schick
- 1691–1731: Ferdinand Sehl d. ä.
- 1691–1708: Christopher Richter
- 1691–1709: Johan Ulrik Kickow
- 1691–1722: Nicolaus v. Bleichert (ej inom ämbetet)
- 1691–1701: Carl Bengtsson
- 1691–1708: Johan Henriksson Möller
- 1691–1724: Salomon Feiff
- 1691–1722: Johan Carré
- 1692–1705: Mattias Henriksson Möller (Müller)
- 1692–1716: Christian Henning (Gläser)
- 1692–1721: Jacob Coffeij (Coffin)
- 1693–1698: Gabriel Roschier (Rogier)
- 1693–1711: Jean Francois Cousinet
- 1693–1698: Anders Olofsson Schultz
- 1693–1700: Frantz Boll (Bohl)
- 1693–1709: Petter Hartman
- 1694–1715: Anders Bengtsson Starin
- 1694–1709: Erik Öhrling
- 1695: Okänd mästare
- 1695–1697: C. Hartman
- 1696–1731: Niclas du Bordieu
- 1696–1721: Johan Lund
- 1696–1709: Samuel Lundberg
- 1696–1700-talet början: Henrik Norling (Nordleen)
- 1696–1711: Johan Helleday
- 1697–1705: Isaak de Malsij (Maltzi)
- 1697–1715: Jacob Boll
- 1697–1729: Michel Pohl d. y.
- 1697–1707: Lambrecht von der Burg
- 1697–1710: Johan Schenck
- 1698: Christian Richter
- 1698–1700: Paul Schultz
- 1698–1701: Andreas Schreiber
- 1698–1710: Johan Schmidt
- 1698–1710: Henrik Blom j
- 1700–1710: Abraham Trautzell
- 1700–1710: Christian von Eisen
- 1701–1706: Anders Hartman d. ä.
- 1701–1743: Baltzar Pohl
- 1702–1710: Jacob Schapiron (Chappiron)
- 1702–1730: Anders Wilhelm Malthow (Malta)
- 1702–1716: Johan Bress
- 1703–1723: Andreas Winter
- 1703–1710: Johan Samuel Mangoldt
- 1703–1722: Johan Daniel Bilger (Pilger)
- 1704–1709: Johan Berendt Wachsmuth
- 1704–1727: Hans Wessel
- 1704–1737: Daniel Schultz
- 1705–1713: Petter Eriksson Dahlstedt
- 1705–1720: Carl Richter
- 1706–1733: Petter Bernegau
- 1706–1753: Niklas Boberg
- 1707–1750: Jakob Thede
- 1708–1731: Carl Gustaf Saint-Paul
- 1708–1709: Gustaf Träbohm (Trääbom)
- 1708–1729: Johan Lohm
- 1708–1710: Mårten Meijer
- 1709–1726: Jonas Nyman
- 1709–1728: Henrik Hansson Richter
- 1709–1718: Daniel Löfling
- 1712–1717: Johan Joachim Borcher (Burcher, Borckars)
- 1712–1732: Johan Sauer
- 1712–1746: Nicklas Hoffberg d. ä.
- 1713–1732: Henrik Breyer
- 1713–1750: Petter Erson Lund
- 1713–1736: Johan Jönsson Holm
- 1713–1737: Petter Olsson Schultz
- 1714–1752: Ephraim Reichel
- 1714–1755: Gustaf Stafhell (Staffel) d. ä.
- 1715–1743: Jacob Brunck
- 1715–1744: Johan Daniel Bergman
- 1715–1719: Petter Moldenhauer
- 1716–1743: Simon de Marées
- 1716–1741: Carl Lilja
- 1716–1721: Petter Malming
- 1717–1731: Abraham Sauter
- 1717–1736: Carl Beck
- 1718–1755: Hans Eriksson Nordwall
- 1718–1755: Johan Bossard
- 1720–1742: Johan Kijhlman (Kielman)
- 1720–1746: Gottfried Dubois
- 1720–1764: Andreas Lorentzson Wall
- 1720–1758: Ephraim Kegenwart
- 1721–1736: Gottfried Eichen
- 1721–1744: Jakob Rau
- 1721–1732: Samuel (Johan) Schmidt
- 1724–1756: Henrik Wittkopf d. ä.
- 1722–1741: Gabriel Melijn
- 1722–1759: Lucas v. d. Hagen
- 1723–1741: Johan Möllerström
- 1723–1743: Ferdinand Sehl